# Laser Squad
Laser Squad is een videospel dat in 1988 uit kwam voor de Commodore 64, MSX en ZX Spectrum. Later volgde andere populaire homecomputers uit die tijd.

## Platforms
| jaar | platform                       |
| ---- | ------------------------------ |
| 1988 | Commodore 64, MSX, ZX Spectrum |
| 1989 | Amiga, Amstrad CPC, Atari ST   |
| 1992 | DOS                            |

## Ontvangst
| Beoordeeld door                | Platform     | Datum          | Score |
| ------------------------------ | ------------ | -------------- | ----- |
| Gamestyle                      | ZX Spectrum  | 25 juli 2008   | 100%  |
| Computer and Video Games (CVG) | ZX Spectrum  | december 1988  | 97%   |
| The Games Machine (GB)         | Amiga        | januari 1990   | 93%   |
| Your Sinclair                  | ZX Spectrum  | november 1988  | 90%   |
| Dragon                         | Commodore 64 | juni 1990      | 90%   |
| Sinclair User                  | ZX Spectrum  | november 1988  | 89%   |
| Crash!                         | ZX Spectrum  | december 1988  | 89%   |
| PC Games (Duitsland)           | DOS          | september 1992 | 80%   |
| Amiga Joker                    | Amiga        | november 1989  | 70%   |
| Power Play                     | Amiga        | januari 1990   | 39%   |

## Trivia
- Het spel is opgenomen in het boek 1001 Video Games You Must Play Before You Die van Tony Mott.